# Hugo Uher
Hugo Uher (1. dubna 1882, Karlovy Vary – 11. prosince 1945, Praha) byl německý sochař první poloviny 20. století. Působil převážně v Karlových Varech – až na období studií, studijních cest po Evropě a válečného pobytu na frontě zde prožil téměř šedesát let. Závěr jeho života byl poznamenán historickými a společensko-politickými zvraty roku 1945.

## Život
Narodil se 1. dubna 1882 v Karlových Varech. Studoval na odborné keramické škole v Bechyni, kterou ukončil v roce 1899, a poté na Vysoké škole uměleckoprůmyslové v Praze (tehdy Umělecko-průmyslová škola v Praze – UŠP) u profesora Stanislava Suchardy. Zde studium dokončil v roce 1906. Svůj talent dále rozvíjel na uměleckých školách v Berlíně a Rudolstadtu a na studijních cestách v Římě a Benátkách. Když se vrátil do Karlových Varů, vybudoval si vlastní ateliér v ulici Na Vyhlídce v domě Homer.
Jeho první větší zakázky byly náhrobek hoteliéra Karla Puppa na karlovarském hřbitově v roce 1906 a stavba mauzolea holandského generálního konzula Pohla v severočeské Raspenavě.
V roce 1923 se oženil s Annel Eberhardovou pocházející ze staré karlovarské rodiny. Tento sňatek předznamenal jeho tragický osud. Přestože se nikdy neangažoval ve prospěch nacistického režimu, byl po skončení druhé světové války v červnu 1945 ve svém bytě v Karlových Varech zatčen. Důvodem byly tehdejší silné protiněmecké nálady ve městě, rovněž však i skutečnost, že jeho manželka byla sestřenice karlovarského knihkupce a pozdějšího protektora Karla Hermanna Franka. Uher byl internován v koncentračním táboře Nová Role a pak převezen do pankrácké věznice. Zemřel v 63 letech v důsledku těžkých podmínek ve vězení dne 11. prosince 1945.

## Ocenění
V roce 1909 obdržel cenu Spolku německých tvůrčích umělců v Čechách za svou keramickou plastiku Sáňkař.

## Tvorba – výběr
Výběr z tvorby Hugo Uhera:

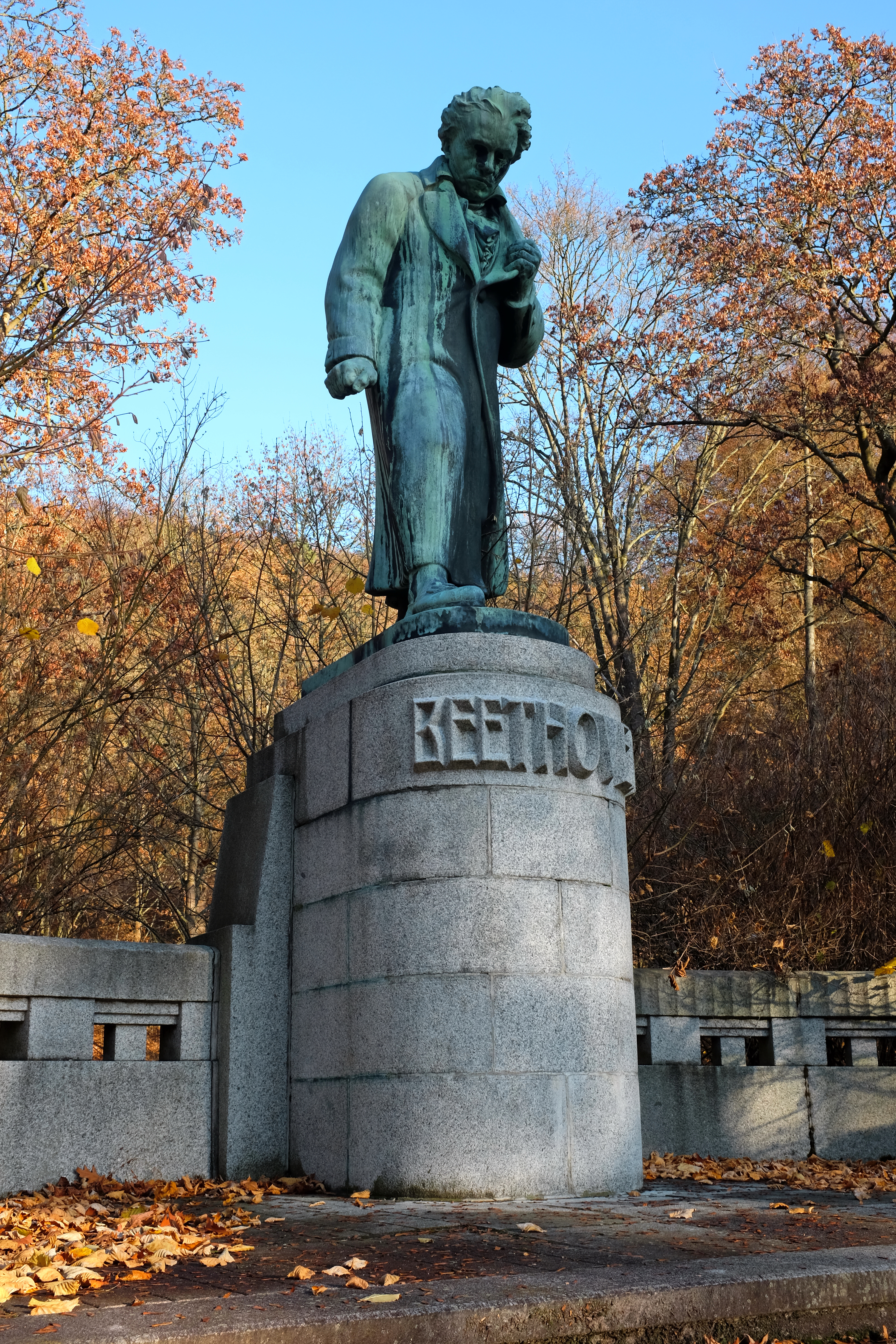
Pomník Ludwiga van Beethovena v Karlových Varech

- náhrobek Karla Puppa – 1906, hřbitov v Karlových Varech[2][3]
- lavička U Obrazu – 1918, v karlovarských lázeňských lesích, návrh Hugo Uher, provedení karlovarský kameník Petr Wolf[6]
- busta Hanse Kudlicha – 1925, pomník bývalého poslance říšského sněmu a rakouského revolucionáře Hanse Kudlicha, busta v Bochově před radnicí, pomník již zaniklý[7][8]
- pomník obětí první světové války – pískovec, při severním okraji obce Háje[9][10]
- pomník obětí I. světové války – 1928, pískovec, Valeč, náměstí mezi severní stranou kostela Narození sv. Jana Křtitele a kašnou, pomník již zaniklý[11][12]
- pomník Ludwiga van Beethovena – 1929, žulový pomník s bronzovou plastikou v Karlových Varech, autorovo nejvýznamnější dílo, v jeho 47 letech mu přineslo velké uznání a obdiv; pomník je památkově chráněn[4][5][13][14]
- pomník padlým v první světové válce – 1937, v Karlových Varech proti Druhé obecné škole v bývalé Chebské ulici (naproti hotelu Thermal), s Antonem Hollubem, pomník již zaniklý[15][16]
- stavba mauzolea holandského generálního konzula Pohla v severočeské Raspenavě[3]
- plastiky Finiš a Vítěz, které T. G. Masaryk věnoval králi Jiřímu VI.[3]
- plastika Sáňkař[3]
- plastika Bruslař[3]
- plastika Jezdec[3]
- pomník houslaře v Lubech naproti kostelu[3]

Též je autorem mnoha medailí a plaket, pomníků padlým a náhrobků.